# Ryan Sclater
Ryan Sclater (* 10. Februar 1994 in Port Coquitlam) ist ein kanadischer Volleyballspieler.

## Karriere
Sclater spielte an der Terry Fox Secondary School zunächst Basketball, weil es dort keine Volleyballmannschaft gab. Später blieb er jedoch beim Volleyball. Von 2011 bis 2016 studierte er an der Trinity Western University und spielte dort in der Universitätsmannschaft Spartans. 2016 wurde er als Spieler des Jahres ausgezeichnet. Nach seinem Studium wechselte der Universalspieler 2017 zum deutschen Bundesligisten SVG Lüneburg. Mit dem Verein erreichte er in der Saison 2017/18 im DVV-Pokal und in den Bundesliga-Playoffs jeweils das Viertelfinale. In der folgenden Saison stand er mit Lüneburg im Pokalfinale gegen den VfB Friedrichshafen und in der Bundesliga endete die Saison im Playoff-Halbfinale gegen denselben Gegner. 2019 wechselte Sclater zum französischen Verein Montpellier UC.